# Southern Belle

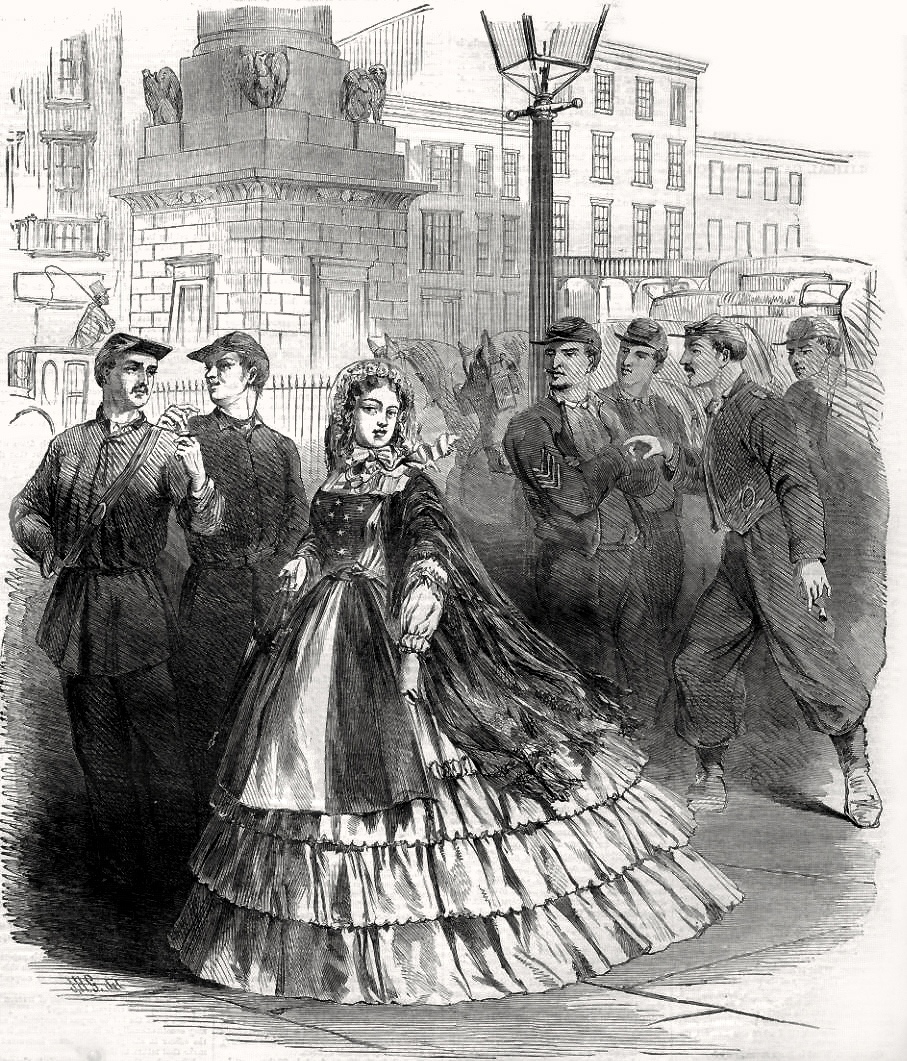
Darstellung einer typischen Southern Belle auf der Titelseite des Harper’s Weekly aus dem Jahr 1861

Der Begriff Southern Belle („Südstaatenschönheit“) bezeichnet ein in der amerikanischen Kultur weitverbreitetes Stereotyp einer jungen, gebildeten und kultivierten schönen weißen Frau aus den amerikanischen Südstaaten.

## Beschreibung
Sie entstammt der gesellschaftlichen Oberklasse und hat eine fundierte Ausbildung genossen. Sie erscheint stolz und selbstbewusst. Dennoch versteht sie, unterhaltsam zu plaudern, und empfängt gerne Gäste. Sie entspricht etwa dem Begriff der „höheren Tochter“ im deutschsprachigen Raum. Dem deutschen Gegenstück fehlt jedoch etwas von jenem „südlichen Charme und Feuer“, das der Southern Belle zugesprochen wird.
Negativ betrachtet handelt es sich bei einer Southern Belle um eine affektierte, gezierte, hochnäsig wirkende Frau, die mit allen Mitteln versucht, ihre Jugend und Schönheit zu bewahren. Ihr Denken ist von jenem Standesdünkel geprägt, der sie auf die weniger Begüterten herabblicken lässt. Das Stereotyp der Southern Belle wurde insbesondere nach der Niederlage der Südstaatenkonföderation im Sezessionskrieg geprägt und ist ein fester Bestandteil des Mythos vom Lost Cause und der „guten alten Zeit vor dem Krieg“.

## Die Southern Belle in Literatur und Film
Die bekannteste Southern Belle der amerikanischen Literatur- und Filmgeschichte ist Scarlett O’Hara, die Protagonistin aus Margaret Mitchells Roman Vom Winde verweht. Ein weiteres typisches Beispiel ist die Figur der Ashton Main aus Fackeln im Sturm. Auch ein Roman von Ross Lockridge, der 1957 mit Elizabeth Taylor verfilmt wurde und unter dem Titel  Das Land des Regenbaums in die deutschen Kinos kam, handelt von einer Southern Belle.